# Xou da Xuxa
Xou da Xuxa foi um programa infantil de variedades apresentado por Xuxa Meneghel e produzido e exibido pela TV Globo de 30 de junho de 1986 até 31 de dezembro de 1992, com 2000 edições concluídas. A atração substituiu o programa do Balão Mágico e o TV Mulher.
Ocupando as manhãs de segunda-feira a sábado o programa apresentava quadros de brincadeiras (principalmente competições e números musicais) intercalados com desenhos animados. Apesar das sistemáticas reações negativas dos intelectuais e da crítica especializada, em pouco tempo o Xou da Xuxa se tornou o programa infantil de maior sucesso da história da televisão brasileira, transformando sua apresentadora em um fenômeno entre meados dos anos 1980 até início dos anos 1990.
O padrão de programa do Xou da Xuxa (cenografia, personagens e músicas) foi e é referência mundial no segmento infantil. Foi ele que a levou a ser reconhecida  internacionalmente, já que em 1992 o programa atingia impressionantes 50 milhões de telespespectadores diários no Brasil, sendo feita uma versão em espanhol em 1991, que era transmitida em toda a América Latina e também atingia 50 milhões de telespectadores, o El show de Xuxa. Seu sucesso foi tão grande, que várias versões autorizadas foram feitas do programa, sendo transformada em franquia. El Clan de Patsy (ATC Argentina), foi exibido em 1988. Assim a  Panamericana Televisión em 1989  criou a versão peruana do Xou da Xuxa intitulada El Show de Yuly. Também teve a versão Colombiana em 1991 o El Todo Mundo está Feliz (PUNCH Productions) apresentado por Xiomy. El Sueno Magico de Bibi (Canal 9) em 1988, e a mais recente El Show de Tatiana (2012). Foram várias versões do programa mundo afora.

## Histórico do programa
Escalado para substituir os programas Balão Mágico e TV Mulher , que foram cancelados no primeiro semestre de 1986 devido a uma estratégia de mudança de foco na programação da emissora.Apesar disso,o Xou da Xuxa herdou do Balão Mágico, a fatia de público e o acervo de desenhos, mas sua estrutura básica foi baseada no Circo Alegre do Carequinha, programa da Rede Manchete que era transmitido antes do Clube da Criança. Mas na nova emissora o programa ganhou uma produção mais arrojada, o tratamento do "Padrão Globo de Qualidade" e uma marcante mudança de órbita — todos os elementos passaram a girar em uma espécie de culto da personalidade da apresentadora, o que, no limite, despertava nas crianças uma reverência praticamente religiosa.
O programa misturava brincadeiras, atrações musicais, números circenses, exibição de desenhos animados e quadros especiais, e contava com a participação, em média, de 200 crianças em cada gravação. O programa era dividido em nove blocos, de segunda a sexta-feira, e em sete blocos, aos sábados. Geralmente, os estados do Rio Grande do Sul e de Santa Catarina não viam os últimos blocos do Xou da Xuxa, pois a RBS TV antecipava o seu encerramento para exibir o Jornal do Almoço, que na época começava às 11h30.
Para comandar a atração, Xuxa contava com o auxílio de personagens que logo se tornariam marcas de seus programas, como as Paquitas.
| Integrantes das Paquitas | Integrantes das Paquitas | Integrantes das Paquitas                 | Integrantes das Paquitas           | Integrantes das Paquitas |
| ------------------------ | ------------------------ | ---------------------------------------- | ---------------------------------- | ------------------------ |
| Ano de atividade         | Nome                     | Apelido                                  | Geração                            |                          |
| 1986–1988                | Andréa Veiga             | Paquita / Paquita Mor / Paquitona / Paca | Primeira Geração                   |                          |
| 1986–1990                | Andréa Sorvetão          | Xiquita Sorvetão / Peso-pesado / Xica    | Primeira Geração / Segunda Geração |                          |
| 1986–1989                | Luise Wischermann        | Pituxa Alemã / Oinc Oinc / Pitu          | Primeira Geração                   |                          |
| 1987–1989, 1992          | Ana Paula Guimarães      | Catuxa / Catu                            | Primeira Geração / Segunda Geração |                          |
| 1987–1992                | Roberta Cipriani         | Xiquitita Surfista                       | Primeira Geração / Segunda Geração |                          |
| 1987–1992                | Priscilla Couto          | Catuxita Top Model                       | Segunda Geração                    |                          |
| 1987–1990                | Tatiana Maranhão         | Paquitita Loura                          | Segunda Geração                    |                          |
| 1988–1992                | Ana Paula Almeida        | Pituxita Bonequinha                      | Segunda Geração                    |                          |
| 1989–1991                | Letícia Spiller          | Pituxa Pastel                            | Segunda Geração                    |                          |
| 1989–1992                | Cátia Paganote           | Miúxa Bruxa                              | Segunda Geração                    |                          |
| 1990–1992                | Juliana Baroni           | Catuxa Jujuba                            | Segunda Geração                    |                          |
| 1990–1992                | Bianca Rinaldi           | Xiquita Bibi                             | Segunda Geração                    |                          |
| 1990–1992                | Flávia Fernandes         | Paquitita Pluft                          | Segunda Geração                    |                          |

E contava ainda com o auxílio dos assistentes Dengue (Roberto Berttin) e Praga (Armando Moraes) e das Irmãs Metralha.
| Ano de atividade | Nome            | Numeração |
| 1990–1992        | Mariana Richard | 001       |
| 1990–1992        | Roberta Richard | 100       |

E além do auxílio dos Paquitos. 
| Ano de atividade | Nome              | Apelido         |
| 1989–1991, 1992  | Marcello Faustini | Celo            |
| 1989–1991, 1992  | Cláudio Heinrich  | Claudinho       |
| 1989–1991, 1992  | Egon Júnior       | Gigio           |
| 1989–1990        | Robson Barros     | Rob             |
| 1989–1991        | Alexandre Canhoni | Xandi / Xiquito |
| 1991–1992        | Yuri Martins      | Yu Catuxito     |

Eles ajudavam a apresentadora na organização e na animação do auditório. O uniforme das Paquitas era inspirado em trajes de Balizas estilizadas, com jaquetas azuis e vermelhas, franjas douradas nos ombros, chapéus decorados, saias (usadas somente nos primórdios do programa Xou da Xuxa, em 1986), shorts e botas brancas, enquanto o personagem Dengue, um enorme mosquito cheio de braços, vestia-se de amarelo e vermelho dos pés à cabeça, e o baixinho Praga, usava uma fantasia de tartaruga e as Irmãs Metralha usavam uniformes listrados em alusão aos uniformes de prisioneiras e os Paquitos usavam smoking (terno e gravata) e raramente usavam as famosas fardinhas, que eram usadas somente na hora das apresentações.
A principal preocupação da equipe do programa era deixar as crianças livres, como se estivessem num parque de diversões. Para garantir o clima de descontração, o infantil era feito com o mínimo de edição possível, transmitindo a ideia de um programa ao vivo. Outra característica marcante do Xou da Xuxa eram as coreografias diferentes encenadas pela apresentadora em cada número musical do programa, todas criadas pelo bailarino uruguaio Oswald Berry.
O programa tornou-se líder de audiência em pouquíssimo tempo no seu horário e fez da apresentadora o maior ídolo infantil do país. Xuxa referia-se às crianças como “baixinhos” e, por isso, passou a ser chamada de “Rainha dos baixinhos”. Seu bordão “beijinho, beijinho e tchau, tchau” também virou febre e é uma das marcas mais fortes da apresentadora. Foram lançados diversos produtos licenciados com a marca de Xuxa, como bonecas, roupas e acessórios, e as crianças de diferentes níveis sociais começaram a se vestir igual a apresentadora. As botas de couro brancas e as “xuxinhas” para prender os cabelos viraram febre entre crianças e adolescentes e se tornaram um ícone dos anos de 1980 no Brasil.
Ao longo dos anos, o Xou passou a investir em quadros, diversificando as atrações do programa.
Vários personagens interpretados por Xuxa permaneceram no ar ao longo da existência do programa. Entre os de maior repercussão estavam Vovuxa, uma simpática velhinha que adorava contar histórias e piadas; Madame Caxuxá, uma astróloga que transmitia mensagens sobre higiene e alimentação como se estivesse lendo o horóscopo do dia; Dra. Boluxa, médica que dava conselhos para as crianças de como agir no dia-a-dia em caso de doenças e pequenas lesões; e Xoxum, sábio chinês que ensinava a reciclar materiais e os transformar em brinquedos.
O Xuxerife também se juntava à turma do Xou da Xuxa para investigar denúncias feitas pelas crianças através de cartas.
O programa era inteiramente gravado no Teatro Fênix, no Rio de Janeiro.
O figurino da apresentadora, criado por Sandra Bandeira e sua equipe, era uma atração à parte: em cada programa, Xuxa aparecia com um modelo completamente diferente. Em novembro de 1988, cerca de dois anos e meio depois da estreia, Xuxa já havia se vestido de 759 maneiras diferentes. Apesar de estar sempre mudando o visual, a marca registrada de Xuxa eram as minissaias, as xuquinhas, as botas e as ombreiras.
A direção geral continuava com Marlene Mattos, e a coordenação de produção era de Nilton Gouveia.

### Atrações musicais
Além de receber artistas convidados, Xuxa sempre cantava músicas de seu repertório. Dentre os convidados mais frequentes estavam  Trem da Alegria, que gravou várias músicas com a apresentadora, Beto Barbosa que era um convidado habitual no ápice da lambada, Cid Guerreiro (compositor de várias músicas de sucesso da apresentadora), a cantora Rosana, os palhaços Atchim & Espirro, a sua protegida Patrícia Marx, José Augusto, Dr. Silvana & Cia., a sobrinha de Marlene Mattos Angel, Roupa Nova, João Penca & Seus Miquinhos Amestrados e Sérgio Mallandro

### 1ª Temporada

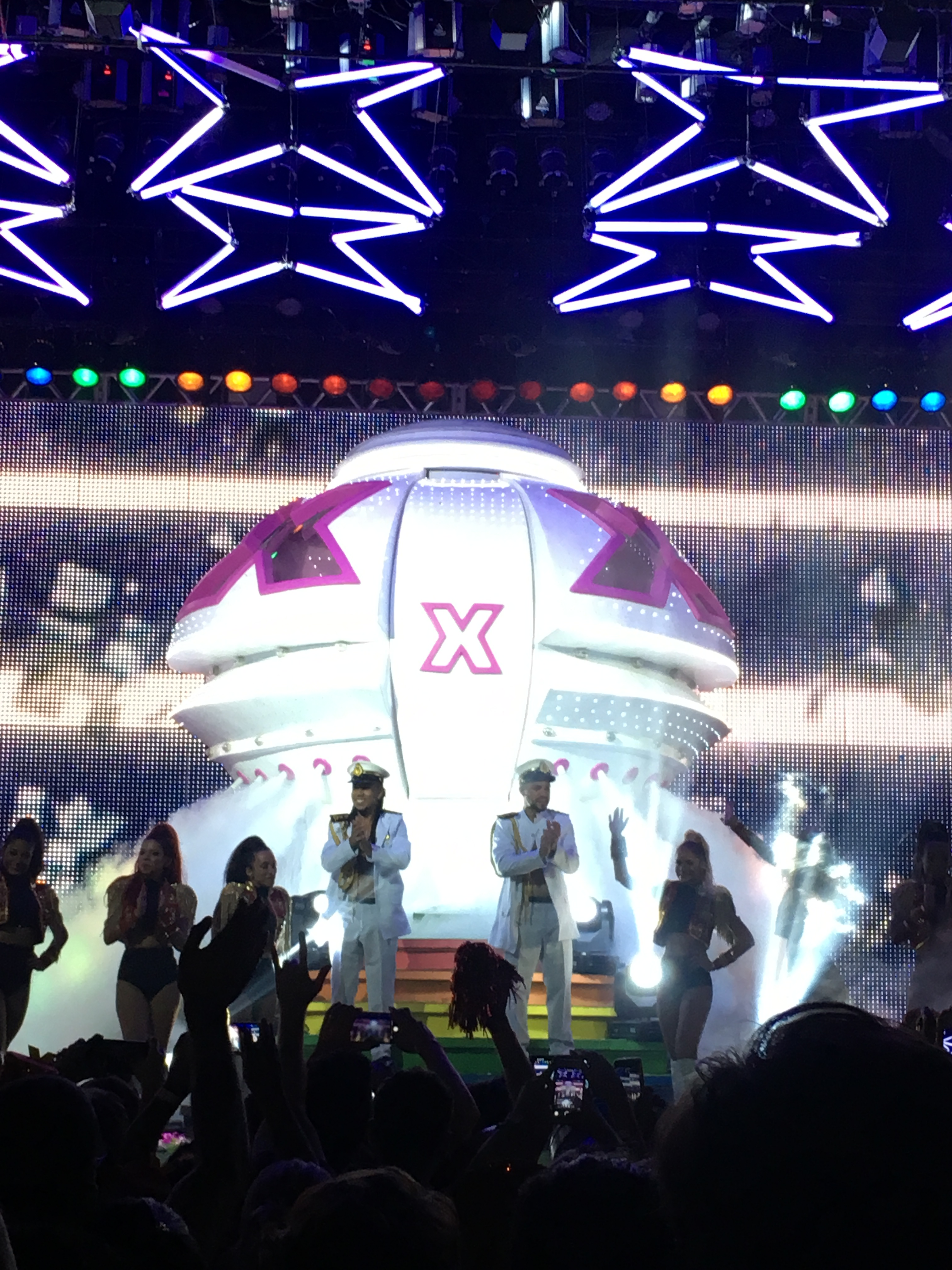
A icônica nave espacial de Xuxa remontada durante uma das apresentaçõs da turnê XuChá no Metropolitan, no Rio de Janeiro.

Em 30 de junho de 1986, estreava o primeiro Xou da Xuxa.
A primeira abertura que era exibido entre 1986 a 88, abordava o universo infantil unindo animação e elementos reais. Xuxa aparecia com uma cartola, de onde saíam diversos brinquedos e objetos, como aviões, pirulitos e bonecas, que ganhavam vida e se misturavam com as crianças, ao som da música "Doce mel", cantada pela apresentadora (esta primeira versão fez parte do álbum Xou da Xuxa vol. 1).
O primeiro cenário foi elaborado pelo desenhista Maurício de Sousa – criador da Turma da Mônica – e pelo cenógrafo Reinaldo Waisman. Foi concebido de modo que as crianças pudessem brincar livremente por todo o espaço. Assim, cada canto do cenário contava com alguma atração: a cauda de um imenso dragão se transformava em escorregador, a copa de uma árvore servia de telhado para um carrossel e o colo de um mestre cuca funcionava como apoio da gangorra. A ideia era que tudo que estava presente no palco pudesse ser usado pelas crianças durante as brincadeiras. Havia, inclusive, um câmera que, vestido de palhaço, circulava entre as crianças com um equipamento portátil, registrando todos os detalhes e a espontaneidade das brincadeiras.
O modelo da nave (que viria ser a marca registrada da apresentadora) era rosa clara em formato médio, tinham janelas redondas e não tinham portas no centro. Ela descia ao som de “Amiguinha Xuxa” (1986 – “Xou Da Xuxa”) (Messias Correa/ Rogério Endé). O microfone tinha um enfeite verde de rostinho desenhado a mão. Era colocada na cabeça do microfone na época. Algum tempo depois, as carinhas verdes foram refeitas e sem os pompons amarelos.
As brincadeiras e gincanas com as crianças e os números musicais apresentados por Xuxa tomavam a maior parte do programa nos primeiros anos.O programa tinha  oito blocos,somando aproximadamente 80 minutos. Um sol que se movia e uma boca no centro do palco eram as grandes atrações cenográficas. Diariamente, a apresentadora dava parabéns aos aniversariantes do dia com a música "Parabéns da Xuxa" (Xuxa/ Mauricio Vidal) e fornecia dicas de alimentação saudável para as crianças enquanto tomava seu café da manhã ao som de "Quem quer pão" (Tuza/ J. Corrêa).

### 2ª Temporada (1 ano)
Em março de 1987, o cenário ainda sob responsabilidade de Maurício de Sousa e Reinaldo Waisman, sofreu sua primeira modificação. Os personagens que faziam parte das histórias contadas por Xuxa, como o cãozinho Xuxo, transformaram-se em escorregadores e balanços. A nave espacial que transportava a apresentadora na abertura e no encerramento do programa também foi modificada, além de ficar maior, a cor rosa foi realçada. Foram colocadas as bocas vermelhas que piscavam. Assim como no ano anterior, ela descia também ao som de “Amiguinha Xuxa”, mas tendo uma adição da coreografia da mesma, e subia ao som da versão instrumental de "Doce Mel" que viria ser tocada nos anos seguintes. O programa teve participações de Paquitas, Dengue e Praga, com redação de Wilson Rocha, edição de João Henrique Schiller, Jorge Rui de Almeida e Fernando de Almeida, direção de Paulo Netto e depois Marlene Mattos
Na época, houve a troca do sistema de som da TV Globo, o que ocasionou várias trocas de microfone ao longo da temporada.

### 3ª Temporada (2 anos)
A abertura foi trocada pela primeira vez em 1988. Surgem várias crianças de rosto pintado enquanto Xuxa passava pela tela a todo momento, sendo apenas focada da cintura para baixo. No fim, Xuxa se sentava, mandava um beijo e surgia o então novo logotipo do programa. A música "Doce Mel" teve uma segunda versão exclusivamente para abertura dessa e da abertura seguinte.
A nave que aparecia na parte direita do cenário na fase anterior, passou a ser parte central, e perto do fim daquele ano, a nave foi novamente reformulada: ficou maior, as bocas passaram a ter luzes no contorno. A chegada triunfal da apresentadora era mantida. Xuxa usava um adesivo com uma marca do beijo colado no microfone.
Em seu segundo aniversário, a exibição foi feita ao vivo, direto do Teatro Fênix. Nessa edição, cantou "Ilariê" no lado de fora em frente aos seus fãs e seu público.
Naquele momento, junho de 1988, o Xou da Xuxa tinha oito blocos, somando aproximadamente 80 minutos. A partir daquele ano, foi criado o quadro "Paradão dos Baixinhos", que ia ao ar nos programas de sábado, com a participação dos artistas que mais se destacavam na música nacional naquela época.

### 4ª Temporada (3 anos)
A abertura foi trocada novamente no ano de 1989. Xuxa aparecia se divertindo ao lado de várias crianças em um parque de diversões feito em animação gráfica. O logotipo teve pequenas alterações e passou a ser colorido, como também foi usada na abertura seguinte.
Na parte interior da nave, o letreiro com o número 89 foi substituído por um enorme X repleto de luzes que piscavam o tempo todo. A chegada triunfal da apresentadora continuou mantida, mas com som das palminhas, tanto quanto a subida da nave. O microfone usada por Xuxa, ganhou uma carinha amarela, com cabelinho alaranjado e que tinha algumas variações. O programa continuou a ter as participações de Paquitas, Dengue, Praga e Duda Little, com redação de Emanoel Rodrigues e direção de Marlene Mattos.
Em junho de 1989, um quadro marcante foi lançado: o Bobeou Dançou, que consistia em uma gincana dirigida aos adolescentes. Exibido no programa de sábado, tinha 20 minutos de duração. Cerca de um mês depois, o quadro passou a ser apresentado como um programa independente, aos Domingos, mantendo o nome "Bobeou dançou".
O Xou da Xuxa atingiu a marca de mil programas no dia 8 de setembro de 1989. Para comemorar a data, foi produzido mais um programa especial. A equipe de produção e criação decidiu convidar para dividir o palco com Xuxa pessoas que tiveram alguma relação com o número mil, como, por exemplo o seu ex- namorado Pelé, que, em 19 de novembro daquele ano, comemorava os 20 anos de seu milésimo gol. Nessa época, o programa era dividido em nove blocos, com cerca de 30 minutos cada – quando eram exibidas brincadeiras, atrações e apresentados os convidados.

### 5ª Temporada (4 anos)
A nova fase estreia com uma abertura totalmente animada. Xuxa sai com sua nave de um planeta em forma de coração e viaja por diversos lugares do mundo: Onde ela manda beijos e se transformando em africana e japonesa. A seguir, foi mostrado a nave chegando ao RJ e a empolgação das crianças avistando o disco voador no céu, até Xuxa aterrisar em uma multidão de crianças, no meio da cidade, com vários balões e pombas. A música "Doce Mel" ganhou uma versão instrumental bem infantilizada e acelerada e diferente da versão original, ou seja, adequada para esta abertura. As participações continuavam das Paquitas, Paquitos, Dengue, Praga e Duda Little, com redação de Emanoel Rodrigues e direção de Marlene Mattos.
A chegada triunfal da apresentadora era mantida, mas ao som de uma nova versão de “Amiguinha Xuxa” por conta também da mudança de coreografia.
O microfone ganhou um X (substituindo o rostinho) do enfeite, passando a usar novamente o modelo do ano anterior, mudando apenas o formato do microfone por conta da mudança do padrão da emissora. A apresentadora usou um headset,como parte de alguns testes no sistema de som da emissora no final daquele ano e por fim, um de uso exclusivo para apresentadora. Como também usava a cor dourada e prata nos anos seguintes.
Nessa fase, o personagem Praga se afastou do programa por problemas de saúde. Em 1991, Sérgio Mallandro apresentou no lugar da Xuxa, enquanto ela estava de férias até o dia do seu aniversário em 27 de março daquele ano, ainda na presença de convidados musicais.

### 6ª Temporada (5 anos)
Em 1991, o cenário foi redesenhado por João Cardoso, e mostrava alguns dos mais conhecidos símbolos turísticos do mundo, como o Big Ben, a Torre de Pisa, um moinho holandês ou mesmo o templo do Taj Mahal. Novos brinquedos também passaram a integrar o espaço, e a nave que trazia e levava Xuxa passou a ter um estilo futurista. Na plateia, onde ficavam os responsáveis pelas crianças que participavam do programa, o cenário representava as áreas geladas do mundo, com desenhos de esquimós e pinguins. A chegada triunfal da apresentadora mudou, passou a cantar “Novo Planeta” (1991 – “Xou da Xuxa Seis”).
O personagem Praga retornou depois de um ano.
A nova temporada começou no dia 22 de abril de 1991, ganhou novos quadros e dois repórteres-mirins, Raquel Batista e Caíque Benigno. Entre os quadros de destaque desse período estavam o Nossa Gente Brasileira, com breves entrevistas com famosos e anônimos que se destacam por suas atitudes, e Papo Sério, em que Xuxa entrevistava autoridades e especialistas em diversas áreas. Rosane Collor de Mello e o ministro Alceni Guerra foram alguns dos convidados do quadro. Os dois novos repórteres entrevistavam personalidades do meio artístico e esportivo, que eram exibidas ao longo do programa. Além disso, estavam à frente do quadro Xuxa Cidade, em que crianças faziam denúncias sobre problemas de suas ruas e bairros. As reclamações eram feitas através de cartas enviadas à produção do programa.
Quando o programa completou cinco anos, a preocupação maior foi transmitir mensagens de conscientização ambiental. Entre as participações especiais estavam o cantor e compositor Tom Jobim, as atrizes Marília Pêra, Malu Mader e Cássia Kiss e o escritor Jorge Amado. Todos deram depoimento sobre a apresentadora Xuxa e seu programa.
Em 12 de outubro naquele ano, quando foi comemorado o dia das crianças, Xuxa voltou a cantar "Amiguinha Xuxa" (que só repetiria no último programa) na abertura desta edição que contava com as participações musicais das Paquitas, além das apresentadoras Angélica  e Mara Maravilha. No fim do programa especial, Xuxa divulgou que estava pensando em cancelar a produção do programa.

### 7ª Temporada (6 anos)
Em 27 de março de 1992, Xuxa começou a apresentar sozinha a sua edição de aniversário, apresentando imagens do seu show na Argentina que ocorreu no final de 1991.
O Xou da Xuxa voltou em abril de 1992, os cenários foram novamente modificados pelo cenógrafo João Cardoso: a nave passou a ter um visual próximo ao universo do videogame, ou seja, ela passou a ser branca, e as bocas foram substituídas por Xs e as luzes que piscavam estavam em torno da nave. O cenário incluia robôs, túneis, carrinhos e paredes laterais com movimento passando a compor o palco.
A chegada triunfal da apresentadora mudou novamente, cantando a primeira parte de “Xuxa Park” (1992 – “Xou da Xuxa Sete”). Xuxa passou a usar um microfone das cores Branca e Preta,este microfone foi usado pela apresentadora até meados de 1997.
Foram preparadas 40 novas brincadeiras, novos quadros e novos desenhos. Entre os quadros, destaque para Famoso por dois minutos, Histórias de uma infância e O X do problema. O público adolescente também ganhou um espaço maior no programa, por meio das Competições da Xuxa, para crianças a partir de 12 anos, com disputas entre grupos de escolas, condomínios e comunidades. A gravação dessas provas era mensal, contando com 300 pessoas, e eram realizadas no campo do Museu Aeroespacial, no Campo dos Afonsos, no Rio de Janeiro.
Andréa Veiga, a primeira Paquita da Xuxa, era a apresentadora da nova atração.
Em 30 de junho daquele ano, o programa completava 6 anos. Essa edição começou com a apresentação das Paquitas, acompanhada com balé coreografado por Oswald Berry ao som do medley dos sucessos da apresentadora.
Aos sábados, o "Xou da Xuxa" abria um espaço para o programa Paradão da Xuxa, com destaques para a música popular, sertaneja, novos cantores e os melhores do mês, com o mesmo cenário utilizado posteriormente no "Paradão da Xuxa" especial exibido no ano anterior.
Nesses últimos meses, apresentadora anunciava que o fim do programa estava próximo e durante este período,o anúncio era feito com uma imagem da apresentadora com o cantor Michael Jackson.
O último "Xou da Xuxa" foi ao ar em 31 de dezembro de 1992, com a apresentação do programa número 2000. Para o encerramento preparou-se uma superprodução, que – além do cenário especial criado por João Cardoso – contou com a presença de diversos convidados que marcaram a vida pessoal e profissional da apresentadora. Entre eles, os grupos Trem da Alegria e os Paquitos (que anunciaram o fim do grupo no mesmo dia),as antigas Paquitas,o apresentador J. Silvestre e o compostor de vários sucessos de Xuxa, Cid Guerreiro. Nesta última edição,foram mostrados os bastidores da primeira edição do programa em 1986.
O clímax da gravação do último programa aconteceu, quando ela reencontrou seu pai, Luís Meneghel, com quem não falava havia cinco anos.

## Reprises
Após o seu término, o Xou da Xuxa foi reprisado entre janeiro e fevereiro de 1993, na transição das mudanças de programação da emissora. Em seguida, a Globo substituiu as reprises do Xou pelas reprises do Show do Mallandro, apresentado por Sérgio Mallandro. Na mesma época, também era exibido o programa infantil Mundo da Lua, da TV Cultura. Na grade diária da emissora, o Xou da Xuxa foi sendo substituído pela TV Colosso, enquanto a apresentadora preparava seu programa exibido aos domingos.
Teve alguns programas reapresentados pelo Viva deste 4 de março de 2023, na faixa das 16h15 aos sábados, sendo substituída pela minissérie Dercy de Verdade. A reprise em questão é em homenagem aos 60 anos de Xuxa Meneghel, além de ser a segunda atração da Rainha dos Baixinhos a ser exibida no canal, uma vez que entre os anos de 2014 e 2015, o canal reexibiu o Planeta Xuxa.

## Audiência
O sucesso do Xou da Xuxa levou a um esforço para conquista de mercados internacionais, com resultados variados. A versão da Argentina foi um fenômeno, atingindo 44 pontos de audiência média (mais que os 35 pontos que alcançava no Brasil). O programa tornou Xuxa uma celebridade em vários países da América Latina e na Espanha e serviu como ponto de apoio para a divulgação dos discos de Xuxa em espanhol.
A atração também serviu de inspiração para a criação de uma versão americana do programa, também apresentado por Xuxa.

## A turma da Xuxa
Xou da Xuxa tinha um elenco de personagens. Alguns deles:
- Paquitas
- Paquitos
- Moderninho
- Dengue
- Praga
- Tomy
- Xuxo
- Frentinha
- Vóvuxa
- Madame Caxuxá
- Robuxo
- Irmãs Metralha

## Quadros
- Bobeou Dançou
- Nossa Gente Brasileira
- Papo Sério
- Paradão dos Baixinhos
- Xuxa Cidade

## Desenhos exibidos
- As Aventura Nick e Neck
- Caverna do Dragão
- G.I. Joe
- He-Man e os Mestres do Universo
- Manda-Chuva
- Mickey e Donald
- Os Flintstones
- Os Ursinhos Gummi
- Scooby-Doo
- She-Ra: A Princesa do Poder
- Os Smurfs
- Os Snorkels
- O Super Show dos Irmãos Mario
- As Tartarugas Ninja
- Galaxy Rangers
- Thundercats
- Transformers
- Zé Colmeia

## O último Xou da Xuxa
O programa saiu do ar em 31 de dezembro de 1992. No último programa, Xuxa recebeu todas as ex-Paquitas, ex-Paquitos, os ex-integrantes do Trem da Alegria, além do saudoso diretor Maurício Sherman e o desenhista Mauricio de Sousa. J. Silvestre surpreendeu a apresentadora com um Esta é a Sua Vida. O programa foi substituído momentaneamente por reapresentações de alguns programas de Xuxa na Globo até abril de 1993, sendo então substituído em seu horário pela TV Colosso. Em junho de 1994 era o ano em que Xuxa estrearia seu novo infantil, o Xuxa Park.

## Mais Informações
- Além da televisão, Xuxa também tem atuação no cinema, e seus filmes já foram assistidos por mais de 37 milhões de pessoas. O campeão de bilheteria é Lua de Cristal, de 1990, visto por 5 milhões de espectadores.[8]
- Nos meses que antecederam a estreia do programa de Xuxa na TV Globo, a equipe responsável pela criação pesquisou mais de 50 brincadeiras e criou outras para serem realizadas. Todas deviam ser facilmente reproduzidas pelas crianças em casa.
- No Natal de 1986, a apresentadora recebeu seu oitavo disco de platina, prêmio concedido a cada 250 mil cópias vendidas. O LP Xou da Xuxa, da gravadora Som Livre, já havia vendido até então mais de dois milhões de cópias, batendo o recorde sul-americano de vendagem de um só disco. Xuxa vendeu mais do que Roberto Carlos naquele ano. Nos anos seguintes, a apresentadora ainda lançou mais seis discos, como Xou da Xuxa 2 e 3, além de ter gravado três LPs com suas músicas traduzidas para o espanhol, que chegaram a vender 13.150.000 de cópias.[9][10] Até hoje, Xuxa vendeu mais de 60 milhões de discos, recebeu 214 discos de ouro, 76 de platina, 11 de diamante e 4 de diamante duplo. O disco Xou da Xuxa 3 entrou para o Guiness como o disco infantil mais vendido, com mais de três milhões de cópias. Entre os sucessos estavam Ilariê e Brincar de Índio.
- O modelo de Microfone da 4ª temporada viria ser marca registrada, até que virou um brinquedo da marca Mimo e que já foi bastante vendido na época. Tanto quanto a bota usada pelas Paquitas.
- Em 1991, o "Xou da Xuxa" passou a ser transmitido para 17 países da América Latina, onde era chamado de "El show de Xuxa".
- Foram lançados diversos produtos com a marca de Xuxa, como bonecas, roupas e acessórios, e as crianças de diferentes níveis sociais começaram a se vestir igual à Xuxa. As botas de couro brancas e as “xuxinhas” para prender os cabelos viraram febre entre crianças e adolescentes.
- O sucesso brasileiro do Xou da Xuxa e da apresentadora estendeu-se às crianças de outras nacionalidades. A partir de 1991, uma versão do programa em língua espanhola – El Show de Xuxa – era transmitida para 17 países da América Latina pela televisão argentina Telefe.
- .[11] Assim El Show de Xuxa ficou no ar por volta de dois anos. Cerca de dois milhões de crianças norte-americanas também assistiam ao programa – El Show –, que era exibido aos sábados e domingos pela rede Univisión.[12] Em 1992, Xuxa lançou o Xuxa Park, infantil apresentado pela Tele 5 espanhola. Um programa homônimo, Xuxa Park, seria lançado pela TV Globo em 1994.
- A coleção Xou da Xuxa(1 ao 7) vendeu mais de 18 milhões de cópias.[13][14][15][16][17][18]
- Em 1993, com um contrato assinado com a produtora norte-americana MTM Enterprises, Xuxa foi para os Estados Unidos. A versão americana de seu programa – Xuxa, falada em inglês, foi lançada naquele país em setembro do mesmo ano. Com meia hora de duração, o infantil continha brincadeiras, números musicais e quadros educativos. O programa era transmitido diariamente por um pool formado por cerca de 100 emissoras, que cobriam 85% do território norte-americano. Nessa época, a rede Univisión deixou de exibir El Show de Xuxa.
- A nave branca (parte do último ano do Xou), foi usada na versão argentina em 1993, e três anos depois, foi utilizada no especial de 10 anos em 1996.
- Durante o período de Xou da Xuxa, ela comandou outras atrações na TV Globo, como Bobeou Dançou (1989) e Paradão da Xuxa (1992). Após 7 anos com o Xou, somente no Brasil passou a apresentar os diversos programas como Xuxa (1993), Xuxa Park (1994-2001), Xuxa Hits (1995), Planeta Xuxa (1997-2002), Xuxa no Mundo da Imaginação (2002-2004), Conexão Xuxa (2007-2008) e TV Xuxa (2005-2014).
- Em 2013, a Som Livre lançou uma coletânea com sete álbuns lançados do "Xou da Xuxa" com um álbum de algumas músicas inéditas nas quais foram tocadas nos seus programas.
- Em 2024, um dos episódios do programa, gravado em 1988, virou meme na internet após a divulgação do documentário Pra Sempre Paquitas, da Globoplay. Na ocasião, uma pequena fã, Patrícia Veloso Martins, na época com 9 anos de idade, não conseguiu entrar nos estúdios para participar da gravação do programa.[19] Tomada pela emoção e indignação, a fã desabafou com um repórter da TV Globo: "Eu cheguei aqui três horas da madrugada, isso não pode acontecer. Deixaram o moço entrar e as crianças ficaram. Que Xou da Xuxa é esse?". Após a repercussão do vídeo, a frase "Que Xou da Xuxa é esse?" se tornou um meme, e a entrevistada Patrícia Veloso Martins ganhou milhares de seguidores nas redes sociais, tornando-se uma influenciadora digital.[20]

## Prêmios
Em 1990, Xuxa foi convidada pela Academia de Artes & Ciências Televisivas dos Estados Unidos para entregar o prêmio Emmy na categoria de melhor programa infantil e apresentar uma de suas canções na festa de premiação.
Ganhou em 1987 a 1993, o Troféu Imprensa de Melhor programa infantil.[carece de fontes?]

## Ficha técnica
- Direção: Paulo Netto e Marlene Mattos
- Produção (1986) e direção geral (1987-1992:): Marlene Mattos
- Produção (1987-1992): Nilton Gouveia
- Direção de produção: Marcelo Paranhos (1986)
- Cenário: Maurício de Sousa (criador da Turma da Mônica) e Reinaldo Waisman
- Figurinos: Sandra Bandeira e Jurema Paschoal
- Elenco: Paquitas, Paquitos, Praga, Dengue, Madame Caxuxá, Vovuxa, (personagens interpretados por Xuxa), Cãozinho Xuxo, Duda Little, os bonecos Moderninho (Reinaldo Waisman) e Frentinha (Marcelo Ribeiro) e as Irmãs Metralha.